# うわっ!ダマされた大賞
『うわっ!ダマされた大賞』（うわっ!ダマされたたいしょう）は、日本テレビ系列で2010年より不定期に放送されているバラエティ番組。通称「ダマされた大賞」。

## 概要
芸能人を様々なドッキリ（イタズラ）にかけてそのリアクションを見る、『元祖どっきりカメラ』の流れを引き継ぐ番組。「大賞」とついている通りコンペ方式となっており、最終的に最も面白かった作品に「最優秀ダマされた大賞」が授与され、ターゲット・仕掛け人には賞金3万円が与えられる。「審査委員長」はゲスト（主に20代及び30代前期の若手女優やジャニーズ事務所所属者などの男性アイドル）が担当する。
企画・総合演出の古立善之をはじめとする一部のスタッフは『世界の果てまでイッテQ!』と共通しており、司会者の内村光良やレギュラー仕掛け人の出川哲朗、デヴィ夫人、いとうあさこ、ターゲットの中岡創一、ナレーターの立木文彦、真地勇志などといった出演者にも『イッテQ!』のメンバーが多く起用されている。また、第20弾から22弾のスタジオパートも『イッテQ!』に倣ってグリーンのクロマキーを背に距離を取って座っている出演者を合成して、距離を詰めたように見せる演出（『イッテQ!』ではスタジオセットを合成する相違点がある）がされている。
基本的に事前収録であるが、第20・21弾は生放送であった。
第25弾は、海外での企画をメインとした『うわっ!ダマされた大賞インターナショナル』として放送された。

## 出演者
MC（番組上では「館長」の肩書き）
- 内村光良（ウッチャンナンチャン）

進行アシスタント
- 羽鳥慎一

サブMC
- チュートリアル（徳井義実・福田充徳） - 第4回・第19回は福田のみ、第20回以降は共に出演なし。

レギュラー仕掛け人
現在
- 出川哲朗
  - 初期はオープニングで「机・壁・天井から飛び出る」ドッキリを担当。ターゲットは主に審査委員長で、番組開始時に行われる。毎回特定のキャラクターに扮している。
  - 2017年からは、ドッキリの前に「試練」と称した障害が設けられ、突破できなければ出川に罰が下される。
  - 年末放送では、大人の事情（本番組の放送枠が裏番組と被る場合）のためにまったく出演しないか、最初は出演しても途中で退場することがある。
    - 第14回 - 『アメトーーーーーーーーーーク年末5時間スペシャル!!』（テレビ朝日）で「出川と狩野」に出演するために本番組には出演せず、アナウンス道場はサブMCの徳井が代役を務めた（本人曰く「出川さんの指名」）。
    - 第16回 - 本番組のスタジオで最初から出演していたが、『アメトーーーーーーーーーーク年末5時間スペシャル!!』で「マセキ3兄弟」に出演するために同コーナーの放送前には本番組のスタジオから退場しており、エンディングでも戻らなかった。
    - 第17回 - 『出川哲朗の充電させてもらえませんか?』（テレビ東京）に出演するために本番組には出演せず。

- デヴィ夫人
  - 若手芸人相手のドッキリを担当。協力者にアニマル浜口夫人や元谷芙美子、山根明などドッキリと縁のない人物を加えることもある。

- 水卜麻美（日本テレビアナウンサー）
  - 「マイクウーマン」などのキャラクターで先輩・後輩・大御所アナウンサーを驚かせる。逆ドッキリを仕掛けられることもある。

- いとうあさこ
  - 2015年夏の「パンストエンジェル」では隊長を務め、以降ドッキリの隊長になっている。
  - 『イッテQ!』と同様、番組内ではなぜかナレーションから「ババア」と呼ばれる時がある。

過去
- アントニオ猪木
  - 出川ドッキリに毎回出演。最後にビンタなどで出川をお仕置きする。
  - 政界復帰並びに病気療養後は出演せず、2022年10月1日死去した。

- LiLiCo
  - 「猛獣おばさん」に扮し、停電した部屋に取り残されたイケメンタレントに近づき、明かりが点いたところで驚かせるというドッキリを仕掛ける。「変態おじさん」と同様にヒデが見届け人を務めるほか、ドッキリのターゲットとしても不定期に出演することがある。
  - 小田井涼平（純烈）との結婚を機に出演しなくなった。

- 桝太一（当時日本テレビアナウンサー）
  - 「マイクマン」などのキャラクターで先輩・後輩・大御所アナウンサーを驚かせる。逆ドッキリを仕掛けられることもある。
  - 2022年3月末に日本テレビを退社し、同志社大学ハリス理化学研究所助教となって出演しなくなった。

- ペナルティ

- ワッキーが、全身にローションを塗ったパンツ1枚の人物「変態おじさん」に扮し、停電した部屋に取り残された美女タレントに近づき、明かりが点いたところで驚かせるというドッキリを仕掛ける。ヒデは見届け人として出演。第20回以降は出演なし。

レギュラーターゲット
現在
- 中岡創一（ロッチ）
  - ドッキリの仕掛け以上の出来事を起こすことから「キング」と称される。第15回では、欠席した出川の代理として「審査委員長ドッキリ」の仕掛け人を務めた。

- 鈴木奈々
  - 番組内ではドッキリのリアクションの大きさから「クイーン」と呼ばれている。

- 児嶋一哉（アンジャッシュ）
  - 名前間違いやリアクションのつまらなさを揶揄されている。

- 菊地亜美
  - 番組内では白目やわざとらしいリアクションを「ドーピング」と称されている。

- 小峠英二 (バイきんぐ)
  - 躍動感あるリアクションを「出た！香港系リアクション」と称されている他、「スペースヤンキー小峠」という称号もある。

その他
- 遠藤章造（ココリコ）
  - 2012年3月31日放送日から2016年7月25日放送日まで出演。スタジオで観覧を見に来ただけの為、ターゲット・仕掛け人共に未経験。

- あの
  - 2022年12月11日放送日と2023年7月9日放送日に出演。遠藤と同じく、スタジオで観覧を見に来ただけの為、ターゲット・仕掛け人共に未経験。

- アンミカ
  - 2023年7月9日放送日から出演。ほとんどはスタジオで観覧を見に来ただけであるが、2023年12月29日放送日では仕掛け人として出演した。ターゲットは現時点では未経験。

## 主なドッキリ
現在
いきなり○○ドッキリ
オープニングとして出川が仕掛け人となる。キャラクター（スパイダーマン、バットマン、妖怪人間ベム、デビルマンなど）に扮し、天井や壁を突き破ってターゲットの前に現れ驚かせる。ターゲット自身も仕掛け人にまわる逆ドッキリになることもよくあり、最後には出川への告知なしで猪木が登場し制裁を加えるという形で締めていた。
猪木が出演しなくなってからは、その回の審査委員長をターゲットに収録開始直後に仕掛けられる「審査員委員長ドッキリ」になり、逆ドッキリだけでなくその逆の「逆・逆ドッキリ」となる場合もある。
うわっ!若手芸人達がデヴィ夫人にダマされた!
主に2番目に行われる。好奇心旺盛なデヴィ夫人の協力の下、若手芸人に対し偽ロケを行い、その中でドッキリ（他のドッキリより規模は小さめ）を仕掛ける。
キング中岡ドッキリ
ドッキリのリアクションにかけては神がかりとされ「キング」と呼ばれる中岡創一（ロッチ）に対するドッキリ。
初回となる爆破ドッキリから、5連続椅子崩壊&巨大扇風機ドッキリ、1週間連続爆破ドッキリなどにかけられており、どの回でも奇跡的なリアクションを見せている。
第7回・第8回では「クイーン」こと鈴木奈々と同じシチュエーションで騙し、そのリアクションを比較する「キング中岡」VS「クイーン鈴木」が行われ、第9回ではさらに「えびす様」こと蛭子能収を加えた「キング中岡」VS「クイーン鈴木」VS「えびす様」が実施された。
第10回では「えびす様」VS「スペースヤンキー（小峠英二（バイきんぐ））」VS「暴れん坊（あばれる君）」の「ドッキリ三銃士」による予選を行い、その勝者である「暴れん坊」に「キング中岡」「クイーン鈴木」を含めた決勝を行った。
第11回ではあばれる君VS菊地亜美で予選を行い、その勝者である菊地亜美に「キング中岡」「クイーン鈴木」を含めた決勝を行った。
YAHYAHYAH選手権
上記の中岡に仕掛けた巨大扇風機ドッキリを独立させた物。ターゲットがいる部屋を展開（壁のうち2面が開くようになっている）し、風速最大50mとなる扇風機を起動。「YAH YAH YAH」（第8回では「諸事情」としてFIELD OF VIEWの「突然」に変更）が流れ切るか後方にある泥のプールに落ちるまで風を吹きつける。
○○一週間
話題の芸人一組をターゲットに、1ヶ月間をかけ合計1週間分のドッキリを仕掛ける。COWCOWの「あたりまえじゃない一週間」など、VTRにはターゲット芸人のネタフレーズにちなんだタイトルがつけられる。
街ぐるみドッキリ
ある一つの街をPRする偽企画を名目に、地元住民全面協力の下でターゲット1人に対し街の各所でドッキリを仕掛ける。
爆破ドッキリ
毎回異なるターゲットへ火薬を惜しみなく使用し爆発ドッキリを行う。
児嶋の生ドッキリ
何かと調子に乗ることが多い児嶋一哉（アンジャッシュ）に対し、本人が好きな物を使って釣り、スタジオ収録と同時進行でドッキリにかける。
アナウンス道場
ベテランのフリーアナウンサーが講師役の仕掛け人となり、日本テレビアナウンサーに対しアナウンス技術を問う課題を出題し、失敗するとテーブルからハンドマイクのかぶり物姿の「マイクマン」または「マイクウーマン」に扮した別のアナウンサーが飛び出す等のドッキリが発動する。（過去に数回登場した豊田順子アナウンサーは「マイクマダム」に扮していた）
縦軸中継企画
番組スタジオ収録と同時進行でドッキリを行い、番組内で数回に分けてドッキリの模様を放送する。
はじめてのドッキリ
話題の有名人がドッキリの仕掛け人となり、主に若手芸人をターゲットに初めてのドッキリを仕掛ける。また話題の有名人が逆ドッキリにされる場合もある。
中岡&小峠 ドッキリ修行
中岡と小峠が、ドッキリにかけられると知らされたうえで様々なミッションに挑む。ただし、どんなドッキリがどこで仕掛けられるかは知らされない。
審査委員長チャレンジ
審査委員長自ら仕掛け人となるチャレンジドッキリ。審査委員長がスタッフに化けたり、偽番組に参加しアンケート中や偽番組参加のターゲットである芸人につまみ食いやマジック（事前講習を受けている）を行う。
芸能人里帰りサンタクロースチャレンジ
主に年末特番限定。様々な芸能人として苦労を掛ける両親に親孝行をするため芸能人が故郷に帰省しサンタクロースになって深夜寝静まっている実家に忍び込みサプライズクリスマスプレゼント（大型家電など）を置く。なお、兄弟姉妹も協力者になり両親に気づかれた場合は罰としてサンタ役の人が弁償する。
過去
100人隊
『天才・たけしの元気が出るテレビ!!』での人気ドッキリ企画「100人隊」を、当時演出だったテリー伊藤がそのままプロデュースして実行。ターゲットに対して大勢のエキストラで驚かす。また、ターゲットに合わせた演出や仕掛けが行われることもあった。
地獄のステージドッキリ
人気芸人に対し、支えの無い状態（相方が不在、スタッフの要望により鉄板ネタの封印）でお笑いの生ライブに出演、指示により一切笑わない観客の前でネタを披露してもらい、新境地を見つけることができるか挑戦してもらう。
泥酔置き去りドッキリ
「お酒の怖さ」を思い知ってもらうための教育的ドッキリ。記憶を無くすほど飲んでしまう女芸人に対し、送迎と称して拉致し、人里離れた牧場や湖上に放置する。
具志堅用高に多額の予算を掛けて仕掛けたが、リアクションがあまりにも薄く、失敗に終わって以降は封印された。
猛獣おばさんドッキリ
LiLiCoが「猛獣おばさん」に扮し、停電した部屋に取り残されたイケメンタレントに近づき明かりが点いたところで驚かせる。「変態おじさん」同様に、ヒデが見届け人を務める。
また、「変態おじさん」VS「猛獣おばさん」として対決を行うこともあり、第6回では2人には内緒でマツコ・デラックスの「恐竜おじさん」も登場し（暗視ゴーグルを唯一持っていた）、暗闇の中で三つ巴の対決を行った。
ローションスライダー選手権→ローションカーリング選手権
中岡・鈴木に仕掛けたドッキリを独立させた物。女性タレントがエレベーターに乗ると床が抜け落下、そのままローション滑り台を滑らされ、どれだけ進めたかを競う。なお、レーン左右には泥や粉のプールが置かれており、コースアウトし落下した場合は記録なしとなる。初期は滑った距離を競っていたが、中期ではゴールまでの時間で競った。後にローションカーリング選手権となり、女性タレントがストーンとなり、スライダー終点に描かれたハウスの中心にどれだけ近づけるかという企画になった。
パンスト弁慶→パンストエンジェル
大島美幸がパンストを頭に被った「パンスト弁慶」に扮し、呼び出した女性タレントに対して自分の頭の反対側にあるパンストを被らせ、引っ張り合いで対決をする。相手のパンストを先に外させれば勝利となり、ゲストが勝利すれば10万円を獲得できることになっているが、現在は大島が全勝している。登場のみドッキリという形を取っているが、パンスト相撲自体はドッキリではなく「我が国の伝統芸能を楽しむ時間」と位置付けている。
パンストを被った女性タレントの顔は著しく潰れる為にイメージダウンになるとして、第8回では50名以上にオファーをかけながら所属事務所のNGが相次ぎ、OKが出て出演したのはわずか4名であった。
大島の休養後はパンストエンジェルと改題されいとうあさこ、鈴木奈々、菊地亜美の3人の内1人が引っ張り合いで対決する形となった。
変態おじさんドッキリ
ワッキーが全身にローションを塗ったパンツ一枚の「変態おじさん」に扮し、停電した部屋に取り残された美女タレントに近づき、明かりが点いたところで驚かせるというドッキリを仕掛ける。暗闇では暗視ゴーグル無しで移動しなければならず、ターゲットに接触すると失敗となってしまうが、机の角を利用した位置把握により毎回驚異的な行動を見せる。
しかし、ワッキーへも逆ドッキリとして、逆に辱められる（家族と入れ替わっているなど）事や他のドッキリに仕掛けられることがある。
相方のヒデは見届け人としてモニタリングに回る。
コーナーが始まる前に長尺のOPドラマがあり、変態おじさんになった理由などが語られる。また、ドラマは名作映画やドキュメンタリーのパロディとなっている。
桝太一ドッキリ
日本テレビのエースでありながら、真面目で人を信じやすく騙されやすい桝太一アナウンサーをドッキリにはめる。
第6回以降は出川指導の下、仕掛け人として出川同様のいきなり登場ドッキリ（マイクマン）として先輩・後輩アナウンサーにドッキリを仕掛けているが、最後は出川同様の逆ドッキリ（登場する前に相手が大御所アナウンサーであることを知らされる）にかけられる。
第11回は好きなアナNo.1の後輩であり第10回までターゲットにしてきた（第8回除く）水卜とのダブルキャストである。
桝太一が2022年3月末で日本テレビを退社、同志社大学の助教となった為、行われなくなった。
タコゲーム
2021年に行われたドッキリ。名前と内容はイカゲームをオマージュしている。2022年には、「本家より早い」と号して「タコゲーム シーズン2」が、2024年には最終章「タコゲーム・ザ・ファイナル（内村曰く「バレないうちに終わる」）が行われた。
本家同様、お金に困っている芸人が集められて様々なゲームに挑み、勝者に賞金10万円が進呈される。但し、脱落したプレイヤーにはスタッフから熱々のあんかけが浴びせられる。

## 放送リスト
| 回数 | 放送日（曜日）           | 放送時間 （日本時間）    | 審査委員長                                            | 副審査委員長              | 最優秀ダマされた大賞 （鍵括弧内はドッキリ副題）                                                            | 視聴率                        |
| ---- | ------------------------ | ------------------------ | ----------------------------------------------------- | ------------------------- | --- | ----------------------------- |
| 1    | 2010年7月2日（金曜日）   | 19:00 - 20:54            | -                                                     | -                         | ウド鈴木 「うわっ!ウド鈴木があの人に まんまとダマされた」                                                  | 12.2%                         |
| 2    | 2011年3月3日（木曜日）   | 19:00 - 20:54            | -                                                     | -                         | 福田充徳 「緊急!ドッキリ中継 チュート福田をライブでダマす」                                                | 13.1%                         |
| 3    | 2012年3月31日（土曜日）  | 19:00 - 23:08            | マツコ・デラックス                                    | -                         | ワッキー 「うわっ!美女たちが 変態おじさんにダマされた」                                                    | 11.7%（第1部） 15.4%（第2部） |
| 4    | 2012年10月8日（月曜日）  | 19:00 - 20:54            | 鈴木砂羽                                              | -                         | 桝太一 「うわっ!桝アナが 升の名産地でダマされた」                                                          | 17.3%                         |
| 5    | 2012年12月28日（金曜日） | 18:30 - 22:54            | 亀梨和也（KAT-TUN）                                   | -                         | 春日俊彰 「うわっ!オードリー春日が お笑い生ライブでダマされる」                                            | 11.4%（第1部） 15.0%（第2部） |
| 6    | 2013年3月25日（月曜日）  | 19:00 - 21:54            | 伊藤淳史                                              | -                         | キンタロー。 「うわっ!キンタロー。が お笑い生ライブでダマされる」                                          | 18.9%                         |
| 7    | 2013年10月14日（月曜日） | 19:00 - 20:54            | 松本潤（嵐）                                          | -                         | 児嶋一哉 「うわっ!アンジャッシュ児嶋が またまた生でダマされる!」                                           | 16.0%                         |
| 8    | 2013年12月29日（日曜日） | 19:00 - 22:54            | 山田涼介（Hey! Say! JUMP） 有岡大貴（Hey! Say! JUMP） | -                         | 中岡創一・鈴木奈々 「キング中岡VSクイーン鈴木 SEASON2」                                                    | 18.3%                         |
| 9    | 2014年8月4日（月曜日）   | 19:00 - 21:54            | 村上信五（関ジャニ∞）                                 | -                         | あばれる君 「うわっ!あの若手芸人が 大爆発でダマされた」                                                    | 14.3%                         |
| 10   | 2014年12月28日（日曜日） | 19:00 - 22:54            | 丸山隆平（関ジャニ∞）                                 | 本田翼                    | ワッキー 「うわっ!美女たちが 変態おじさんにダマされた」                                                    | 18.5%                         |
| 11   | 2015年7月27日（月曜日）  | 19:00 - 21:54            | 坂本昌行（20th Century） 知念侑李（Hey! Say! JUMP）   | 石原さとみ                | いとうあさこ 「うわっ!罪深き女たちが ダマされてパンストを被った」                                          | 14.5%                         |
| 12   | 2015年12月27日（日曜日） | 19:00 - 22:54            | 松岡昌宏（TOKIO）                                     | 堀北真希                  | 豊田順子 「うわっ!アナウンサーたちが アナウンス道場でダマされた」                                          | 15.7%                         |
| 13   | 2016年7月25日（月曜日）  | 19:00 - 21:54            | 手越祐也                                              | 長谷川博己 石原さとみ     | ゴキブリ：アンガールズ、 矢口真里、菊地亜美 「うわっ!好感度の低い芸能人たちが 醜い争いを繰り広げた」       | 12.2%                         |
| 14   | 2016年12月30日（金曜日） | 18:30 - 22:54            | 城島茂（TOKIO）                                       | 松下奈緒                  | 中岡創一、小峠英二 「キングVS小峠VS児嶋」                                                                  | 14.2%                         |
| 15   | 2017年10月2日（月曜日）  | 19:00 - 20:54            | 綾瀬はるか                                            | -                         | 中岡創一、小峠英二、 サンシャイン池崎 「キングvs小峠vs池崎」                                               | 12.6%                         |
| 16   | 2017年12月30日（土曜日） | 18:30 - 22:54            | 長澤まさみ                                            | -                         | 滝沢カレン 「うわっ!滝沢カレンが 街ぐるみでダマされた」                                                    | 14.1%                         |
| 17   | 2018年7月21日（土曜日）  | 19:00 - 21:54            | 菊池風磨（Sexy Zone）                                 | -                         | ガンバレルーヤ 「縦軸企画 恐怖!ダマされたの森」                                                            | 12.5%                         |
| 18   | 2018年12月30日（日曜日） | 18:30 - 22:54            | 松下奈緒                                              | -                         | 平野紫耀 「平野紫耀が街ぐるみでダマされた」                                                                | 9.1%（第1部） 11.2%（第2部）  |
| 19   | 2020年1月3日（金曜日）   | 19:00 - 22:54            | 広瀬すず                                              | -                         | 林家木久扇 「林家木久扇が初めての仕掛け人に挑戦」                                                          |                               |
| 20   | 2020年9月20日（日曜日）  | 19:58 - 21:54 （生放送） | 長澤まさみ                                            | -                         | オカリナ（おかずクラブ） 「縦軸企画 ダマされたの森」                                                       |                               |
| 21   | 2020年12月27日（日曜日） | 19:00 - 21:54 （生放送） | 森七菜                                                | -                         | ホテル 鞠水亭の女将 「温泉旅館ドッキリ」                                                                   | 11.6%                         |
| 22   | 2021年7月18日（日曜日）  | 19:58 - 21:54            | 木村多江                                              | 髙橋海人（King & Prince） | じゅんいちダビッドソン 「女優 木村多江の全力ドッキリ劇場」                                                 |                               |
| 23   | 2021年12月26日 (日曜日)  | 19:00 - 21:54            | 白石麻衣                                              | -                         | 長谷川忍（シソンヌ）・3時のヒロイン・津田篤宏（ダイアン） 「里帰りサンタクロースチャレンジ!」              |                               |
| 24   | 2022年12月11日（日曜日） | 19:00 - 21:54            | 奈緒                                                  | -                         | 浜口ファミリー 「うわっ!2022年の流行語にダマされた!」                                                      |                               |
| 25   | 2023年7月9日（日曜日）   | 19:58 - 21:54            | 生田絵梨花                                            |                           | 大橋和也 「うわっ!なにわ男子大橋和也が カンボジアでダマされた! 」                                          |                               |
| 26   | 2023年12月29日（金曜日） | 19:00 - 21:54            | 菊地凛子 白石麻衣                                     |                           | デヴィ夫人&出川ガールズ （堀田茜・谷まりあ・箭内夢菜・横田真悠） 「出川ガールズがデヴィ夫人にダマされた!」 |                               |
| 27   | 2024年7月7日（日曜日）   | 19:58 - 21:54            | 土屋太鳳                                              |                           | ラパルフェ 都留 「縦軸企画 ダマされたinモンゴル」                                                          |                               |
| 28   | 2024年12月8日（日曜日）  | 19:00 - 21:54            | 永野芽郁 芦田愛菜                                     |                           | ノッチ・川村エミコ 他 「タコゲーム Final」                                                                 | 8.1%                          |

## スタッフ

### 第28回（2024年12月8日）放送回
- 企画・総合演出：古立善之（日本テレビ）
- ナレーター：立木文彦、真地勇志（真地→第1 - 5,8 - 21,23 - 25,27回 - ）
- 構成：桜井慎一、成瀬正人、山形遼介（成瀬→第2 - 25,28回、山形→第5 - 7,9,10,12,13 - 22,25,28回）
- TM：保刈寛之（第13回 - 、日本テレビ）
- SW：米田博之（第24,26,28回、過去も担当）
- カメラ：西阪康史
- 音声：山口直樹（第7回は音声、第8回はMIXと表記）
- VE：向山江梨佳（第28回）
- 照明：池長正宏（第24,28回）
- 音効：保苅智子（第18回まではサウンドエッグノッグ）、鶴巻香奈（鶴巻→第18回-）（共にbulbulbird）
- 技術協力：NiTRO、EAT、Zeta、テックサービス、いその屋、セッターズ（NiTRO→第1 - 16,18回 - セッターズ→第22回 - 、Zeta→第25回 - 、過去も担当、テック・いその→第28回）
- 美術プロデューサー：稲本浩（第20回 - ）
- デザイン：牧野沙和（第28回、第7 - 17,21 - 24回は美術プロデューサー）、本田恵子（第18,23回 - ）
- 大道具：佐藤正男（第22回 - ）
- 小道具：吉田浩（過去も担当）
- 特殊効果：西海将太（第28回）
- メイク：橋本美里（第26回 - ）
- 編集：三浦淳（オムニバス・ジャパン、第24,25,28回）
- MA：松岡洋一（オムニバス・ジャパン）
- 協力：日比谷OKUROJI、トラットリア・ラ・プーリア、定山渓ビューホテル、グランピング&キャンプ CAMELLIA 気仙沼大島、モーランド本吉、東北電力フロンティア株式会社、東映スタジオ、東京映像美術株式会社、次元戦士オルファム（共に第28回）
- 写真提供：AP/アフロ（第28回）、イメージマート（第25回 - ）、アフロスポーツ（第28回）、ピクスタ、ゲッティ（共に第27回 - ）、アマナイメージズ（第28回）
- TK：山沢啓子
- 制作デスク：難波亜矢
- ディレクター：須原翔・蒲龍太郎（日本テレビ）/ 春山正宏・尾之上祐太（モスキート）、黒石岳志・伊澤翔太（いまじん）、成澤将来、吉村彰人・川崎未奈（日企）、長田昌之（acro）、猪股由太郎・白石公太（Sp!ce Factory）/ 金子眞紀子、濵野千寿瑛、木村立志・沼上晴省（極東電視台）、佐藤幹太、高橋知也、山田貫登、伊波稀空、坪井友成、鈴木惇矢、松若和征、平野純花、木下美夢、松下陸雄、松下侑生、牧野有里、木坂拓翔、中本冬馬、竹内琴音（須原→第28回、第25 - 27回は演出、以前はディレクター、蒲・伊澤→第24回-、春山→第24,26回-、尾之上→第14-21,25,27回 - 、その他回は演出、第26回は尾上名義、黒石→第22,24回-、黒石・伊澤→以前はAD、松下陸→第24 - 26,28回、成澤・平野・松下侑→第27回-、吉村→第23,24,27回-、川崎→第23,27回-、長田→第25,28回、木村・沼上→第25,26,28回、白石→第21,23,26,28回、猪股・金子・濵野・佐藤・伊波・坪井・鈴木・牧野・中本・竹内→第28回、伊澤・吉村・猪股→過去も担当、高橋→第24,28回、髙橋名義で第27回、第21回はAD、山田→第26回-、松若→第24,26回-、木下→26,28回、木坂→第23,24,27回-、第19回はAD）
- 演出：青木章浩（第28回、第27回までディレクター、VVQ）
- プロデューサー：沢田健介（第21回 - 、日本テレビ）、柏原萌人（第27回 - 、日本テレビ）／円城寺剛（第1 - 3回はAP、極東電視台）、斎藤みさ子・海老名和香・稲葉芳士（モスキート、海老名・稲葉→第28回、稲葉→以前はAP）、向山典子（第15 - 18,23回 - 、いまじん）、前多由香（第23,25回 - 、過去も担当、いまじん）、笹村啓太（第25回 - 、以前はAP、いまじん）、影山龍太（第27回 - 、ライド）、井島あおい（第28回、以前はAP、極東電視台）、竹下美佐（第16,27回 - 、以前はAP、日企）、本間愛海（第28回、極東電視台）、吉澤枝里子（第28回）、高橋容子（第25,28回）、岩田真奈美（第17 - 19,21,23,25,26,28回、Sp!ce Factory）、袴田有美（第28回）／吉無田剛（第9 - 24,27回 - 、日本テレビ、以前は編成企画→一時離脱→第25,26回は統轄プロデューサー）
- チーフプロデューサー：横田崇（第25回 - 、日本テレビ、以前は編成→一時離脱）
- 制作協力：極東電視台、モスキート（モスキート→第5回 - ）、いまじん、日企（日企→第20,22,25回は不参加）、acro（acro→第25,28回）
- 製作著作：日本テレビ

### 過去のスタッフ
- ナレーター：伊倉一恵（第1回）、鶴ひろみ（第5回）、大塚芳忠（第6回）、窪田等（第8回）、中友子（第9,10回）、奥田民義（第1 - 6,8,16回）、千葉繁（第1 - 18回）、若本規夫（第1 - 5,7 - 16,18,19回）、林田尚親（第26回）
- 構成：桝本壮志、大谷裕一（第2,3回）、木南弘明（第2,3,5,7,9 - 12,17回）、カツオ（第4 - 6回）、酒井健作（第6回）、西村隆志（第6回）、そーたに（第8回）、利光宏治（第8回）、林田晋一（第2,3,5,9,10回）、アリエシュンスケ（第4,18回）、安達譲（第7 - 10回）、永井ふわふわ（第12回）、木野聡、東山かずま（東山→第15,16回）、松本健一（第12回のみ松本メモと表記）、藤井靖大（第17回）
- TM：新名大作、樋口正史（第4 - 12回）（共に日本テレビ）
- TD：田口徹（第20回）、天内理絵（第21回、以前はVE）、石渡裕二（第22,24,25回）
- SW：小林宏義、木村博靖（1回目はカメラ、2回目はスイッチャー）、渡辺滋雄（以前はカメラ）、村松明（第20,21,25,27回）、日向野崇（第22回、以前はカメラ）、津野祐一（第23回、以前はカメラ）、望月達史（第26回）
- カメラ：濱川和人（第22回）、松嶋賢一（第26回、過去も担当）、佐原陽平（第27回）
- 音声：吉田航、鈴木謙介、太田黒健至、中山貴晴（中山→第26,27回 、過去も担当）
- 調整→VE：飯島友美、矢田部昭、三崎美貴、八木一夫、佐久間治雄、山口考志（山口→以前はVTR）、石山実（石山→第18,19回）、池田祐一郎（第20 - 27回）、横山秀樹（第26回）
- 照明：木村弥史、井口弘一郎、小川勉、粂野高央、下平好実、小笠原雅登、加藤恵介、千葉雄（千葉→第25 - 27回 、過去も担当）
- 音効：岩下康洋（サウンドエッグノッグ）、梅津承子、大井加奈子
- 中継
  - SW：高野信彦、高梨正利
  - カメラ：早川智晃、望月達史
  - 音声：太田黒健至、三石敏生、中村一男、白水英国
  - 照明：浅見俊一、粂野高央、藤山真緒
  - VE：田口徹、小澤郁彌、斎藤孝行
- 中継：三井隆裕、山内新太、東武志（共に第24回）
- 技術協力：スウィッシュ・ジャパン（第14 - 16,19 - 22回）、BULL BULL（第20回）、コスモ・スペース（第22回）、Sala、プログレッソ（Sala・プロ→第23回）、ヌーベルバーグ（第23 - 26回）、411JAPAN、撮れ高（411J・撮れ高→第24回）、プレゼンスクルー、ESPACIO、池田屋（プレゼンス以降→第26回）、だだだ、T・P・BRAIN、オール・ビー・スタッフ（だだだ・T・P・オール→第26,27回）、KJ、Slang Lit、広島放送（KJ・Slang・広島→第27回）
- 美術プロデューサー：林健一（第6回まで）、高野泰人（第4 - 15回）、櫻場千尋（第16,17回）、大川明子（第18,19回）
- デザイン：高橋太一、柳谷雅美、道勧英樹、田澤奈津美（田澤→第13 - 22回）、大住啓介（第23 - 27回）
- 装置：坂本遼、溝口博志、四之宮克成、下吉克明、鷲嵜季映（鷲嵜→第18回）
- 電飾：近藤累、柏木淳、渡邊須美恵、山崎晃浩、樋口巧、糸数青祥、山崎晃裕(浩)、飯塚奈美、鈴木雄蒔（鈴木→第17回）、平ノ内厚夫（第18,19,21回）、藤井阿沙子（第20回）、清水佳哉（第23回）
- 大道具：木嶋京介、今泉寿浩（今泉→第19 - 21回）、米田尚弘（第22回）
- 持道具：上田薫（第20,21回）
- 特殊効果：堀田秀二郎（第21 - 27回）、パイロテック（第22 - 27回）、大平特殊効果（第24 - 26回）、ギミック（第27回）
- 美術協力：シーン、カイシマエンタープライズ（共に第27回）
- メイク：小野かおり、盛田菜生、栗田真理亜、塩山千明、畠山紗矢香（畠山→第19 - 24回）、柴田茜（第25回）
- 編集：波江野剛・筒井公太・土井敬士・阪野秀行・松崎猛・行木忍・安田祐二（全員→オムニバス・ジャパン、安田→第26,27回）
- MA：田邊雅之（オムニバス・ジャパン）、番匠康雄
- 協力：日テレアート（第20回まで）、東映東京撮影所（第10 - 20,22 - 24回）、アフロ（第17回）、株式会社太陽油化（第20回）、日本アビオニクス株式会社（第20,22回）、鳳明館 森川別館、藤光樹脂株式会社（共に第21回）大久保興業株式会社（第22回）、ジーケン・アート、よみうりランド、尾道観光協会、尾道市役所瀬戸田支所、小美玉観光協会、ヤマハ音楽振興会、ボリュメトリックビデオスタジオ川崎、ソトレシピ（共に第23回）、小山町フィルムコミッション、小山町消防団 第6分団、つくば科学株式会社、日本陶芸倶楽部（共に第24回）、城里町 ふれあいの里、インダスヘリテイジ、FLY MEDIA、C.C.C.（共に第25回）、Sanshin Vietnam JSC、JALAN-JALAN、会津若松市、和光市、帝王紫やえ（共に第26回）、アジアヴォックス、宇部フィルムコミッション（共に第27回）
- 画像提供：河童像 川崎市市民ミュージアム所蔵（共に第20回）
- 写真提供：アフロ（第23 - 27回、第17回は協力、第20回は画像提供）、ロイター（第23回）、AP（第25,26回）
- CGタイトル：神谷渉、キャニットG
- 編集協力：東京オフラインセンター
- デスク：満本清美
- 編成：鯉渕友康、鬼頭直孝、鈴木淳一
- 編成企画：原司、鈴木淳一
- 広報→宣伝：友定紘子、松榮大、高木明子
- 営業推進：中山大輔、前田晋太郎、末岡寛雄、瀬戸口正克
- 海外コーディネーション：海文堂
- アシスタントディレクター：山下謙、風見裕子、皆川宏明、下地敏史、池一恵、降旗舞子、近洋介、森川高行、中田紗織、田村裕行、竹内裕輔、櫻井京子、鶴巻昌宏、森本弘樹、高田翔平、石橋浩二、木島直哉、高野雄一朗、村松佑亮、伊藤祐輔、岡和田奉紀、後藤紗矢、西川華衣、中尾光佐、山崎雄貴、山田明子、田中義巳、鈴木亜耶乃、宮浦理紗、塩見俊貴、浅川真澄、吉田太地、藤川悠、河野拓馬、酒井尋子、安田真弓、渡辺智、田中克弥、佐藤直人、吉岡夕佳、大竹正裕、秋元雄太、柏田雄二、北見大地、友膳真麻、鈴木亮平、善定隆之、栗崎圭悟、田辺貴之、唐川海咲、齋藤健太、齋藤康介、藤巻聖、島津翔吾、間山翔太、福田和弘、本嶋佳子、津島亮、山下達也、西田志帆、梅津聡真、田中もも、三田祐、曽部智弘、神林直人、谷川美樹、小池遼太郎、井上貴博、菊池友加里、北奥蓉平、山口和也、松井美樹、丸田哲也、長谷川美典、山下達也、石田真之、今津絢太、菅勇次朗、有本聡、山本俊哉、安部紘志、鈴木亮平、宮部未奈子、北條(条)学、川崎未奈、松永典子、茂原大地、徳田勇一、五十棲崇之、久保陸、河崎千佳、五十嵐力、中熊凌、山本千晶、児玉龍矢、菊地翔一、山本夕莉奈、小泉璃沙子、藤原優太、中村知佳、鎌田美咲、白井夕貴、大村美穂、上田郁美（山本→過去も担当、白井→第17,18回）、一之瀬偉史、國府田亨（一之瀬・國府田→第17 - 19回）、岸秀憲、吉岡弘晃（岸・吉岡→第18,19回）、三浦大明、橋場洸人、唯山紅葉、榎本洸太郎、宮田稜平（岩下・三浦・橋場・唯山・榎本・宮田→第19回）、間嶋涼太（間嶋→第19,20回）、岩下幸平（岩下→第19 - 21回）、藤井里帆（藤井→第19,21回）、藤本大輝、久保田葵、北原加歩、赤石美希、宇都宮光、鈴木徹也（藤本・久保田・北原・赤石・宇都宮・鈴木→第20回）、江幡風花（第21回、過去も担当）、徐真然（日本テレビ）、升野太誠、河崎千佳子、南里祐樹、月舘侑希、長田玲央（徐・升野・河崎・南里・月舘・長田→第21回）、横尾翼、芝崎正尭（共に第20 - 22回、芝崎→以前は柴崎名義）、石岡桜咲、小杉来維、岩井香奈依、大野愛莉（石岡桜・小杉・岩井・大野→第22回）
- AP：石川敬大、石川ミカ、古賀絢子、米村まどか、長瀬徹、加藤千穂、加藤沙紀、石井伸幸、岡本舞、安原繭子、内田美由紀、岩田裕美、猪瀬修代、内藤三保子、斎藤詠美、池田供子、檀沙織、荒木沙耶香、山脇由紀子、矢嶋麻実、竹内加奈子、東矢佳奈美、佐藤愛、中川聡子、後藤紗矢香、小松愛、小川友希、松本紗綾、鈴木桃子、中附智貴、飯髙昌宏、山根敏浩、山ノ内禎枝、松川裕範、片山雄飛（片山→第17,18回、以前はAD、第7回はディレクター）、小暮美帆、本井雅美、光田真菜美、山口絵梨香（過去も担当）、北村桃子、柴垣早智子、中田容子（中田→第19回）、伊藤真和（伊藤→第19回）、明田未妃（過去も担当）、高橋理恵（第19,20回、以前はAD）、亀井幸恵（第20 - 22回）、森川千理（第21回）
- ディレクター：武井正弘（日企、第1 - 4,7 - 16,18,19,21,23,24,26,27回、第5回は演出、第20回はフロアD）、白鳥秀明（現:Octagon）、日野力、高橋公彦、堺大輔、宮崎笑子、川端鉄也、本橋亜土、卜部一哉、諏訪一三、倉田敬之、飛田真也、斉藤詠美、立澤哲也、齋藤吉彦、櫛田健太郎、石井和幸、中山健志（いまじん）、富山歩（Call）、伊藤高史、津宏典、小野寺健、上村雄一、川村元昭、加藤大樹、畠山俊一、深坂崇夫、河野拓馬、宮森宏樹（日本テレビ）、内田誠司、古沢将、石丸貴寛、水野格、間篠高行、関野政昭、村田欣也、鍋田拓朗、作井正浩（いまじん）、宮本将孝（ZION）、佐藤稔久（極東電視台）、小倉卓、高木佳織、鈴木大介（鈴木→第17回、以前はAD）、樫尾魅（樫尾→第17回、第16回はAD）、雨宮佑介、坂本透（坂本→第18回）、小田葉月（第18回、以前はAD）、金光豪、円城寺健一（円城寺→以前はAD）、中西裕樹、石﨑史郎（日本テレビ）、清水奈津子（清水→過去も担当）、内出有布（内出→第18,19回）、仲西正樹（仲西→第19回）、白井秀知(和)（当時:極東電視台、現:Kimika）、池田翔（池田→第20回、以前はAD）、今井希・池之上隼太（いまじん、今井→第20-27回、池之上→第26,27回、池之上→第22回はAD）、那須太輔（日本テレビ、第22,23回）、大矢啓太（極東電視台、第22-24回、過去も担当）、牧野郁人・木下誠（モスキート、牧野→第22,27回、木下→第23,27回、牧野→以前はAD）、田中健太、掛田翔子/柳田翼、梶屋奈津美、石井晶子、奥村真帆、坂本郁容、平野泰輔、和田貴文（田中～和田→第23回、坂本→第19,22回はAD、柳田→第20,21回はAD、掛田→第21回はAD・過去も担当）、松原凱人（日本テレビ）、成嶋瞳（松原・成嶋→第23,24回）、稲本雅俊（モスキート、稲本→第24回、第19,23回は稲元名義）、本間雄二郎（日本テレビ）、相澤なつみ（極東電視台）（本間・相澤→第23-25回、本間→第21,22回はAD）、古谷夢芽（FETV、第23,25回、第20,21回はAD）、増田巧（第23,26回）、阿部一樹（第23-25,27回、第22回はAD）、今村光宏（シオプロ）、丸谷敬典、石川陽平（今村・丸谷・石川→第24回）/ 鎌田有咲（第24回、過去も担当、第21回はAD）、布施茉利奈（第24回、第21回はAD）、宮原一貫、宮本彩加、小林早希、渡部あすか、三浦翔、中西大登、東野朱加（宮原～東野朱→第24回）/ 安藤潤哉（極東電視台）、北野莉帆（安藤・北野→第24,25回）、林航平、齋藤洸太（共に第24,26回）、石岡裕將（極東電視台）、川畑俊介（Sp!ce Factory）/ 菊地理那（極東電視台）、鈴木愛梨沙、中野日花里、大渕拓郎、橋本佳奈（石岡裕～橋本→第25回、石岡裕→第20 - 22回はAD）、前川瞳（日本テレビ、第26回、第25回までは瞳美名義、過去も担当）/ 永井玲名（第25-27回）、近藤優人（いまじん、第26回）、今泉哲也（SION、第26回）、岡本駿汰（極東電視台）、高橋果歩、奥木紅亜、立川春樹、新井花林、末永萌夏、奥優太、村山慧、福岡航平（岡本～福岡→第26回、高橋→第21回は髙橋名義でAD）、知見真衣・下堂薗真心（極東電視台、第26,27回）、富田直也、伊藤大貴、宮上莉菜、諏訪めぐみ（富田～諏訪→第27回）
- 演出：相田貴史（極東電視台）
- プロデューサー：末延靖章（第15 - 20回、日本テレビ）、杉山直樹（第22 - 26回、日本テレビ）／ 八木田祐子（いまじん）、安斉克広（クリエイティブ30）、宇佐見友教（日企）、髙松明央（当時いまじん、現:LOL）、中村昌哉（極東電視台）、岡崎成美（コール）、名田雅哉（当時いまじん、現:office DA-NA）、羽村直子（当時ZION、現:DAYDREAM）、森亜希子（クリエイティブ30）、成子美里（成子→第12回、第11回はAP）、原田里美（第12回 - 第11回はAP）、佐藤友美（第12 - 15,18,19回、第11回はAP）、大橋あり（第12 - 23回、第11回はAP、いまじん）、村越多恵子（第14,25回、以前はAP、モスキート）、佐藤里絵（第17回）、伊藤英恵（第18,19,21,23,24,26回、以前も担当、日企）、牛山亜紀子（第18回）、中條直子（第18,19回、DAYDREAM）、山下仁志（第19回、Sp!ce Factory）、大野もも（以前はAP、いまじん）/ 平山美由紀（第23回、第20,21回はAP、モスキート）、武田友香（第23回）、中野静香（第23回、以前はAD、第22回はAP）、佐々木啓実（第23回）、田口将伍（第24回、THINGMEDIA）、竹谷和樹（第24回）／上田沙栄（第23 - 27回、極東電視台）、平田真悠（第23,24,26,27回、第21回はAP）、久石悠子（第24,27回、いまじん）、石田真之介（第24回、以前はAD、日企）、小黒みやこ、城美幸、友枝あす香（小黒・城・友枝→第24回）、田中麻梨紗（第25,26回）、鈴木希巳江（第26回、SION）、瀬川玲緒奈（第26回）
- チーフプロデューサー：松岡至（第1 - 3回）、菅賢治（第4 - 6回）、田中宏史（第7 - 12回）、道坂忠久（第13 - 20回）、江成真二（第21 - 24回）（日本テレビ）
- 制作協力：Call（Callは第1 - 6回,8回）、ZION、クリエイティブ30、Sp!ce Factory（Sp!ce→第17 - 19,21,23,25回）、THINGMEDIA inc.（THING→第24回）

## 事故
- 2012年3月10日に行われた番組の収録中、SHELLYが床で右膝を打って全治3週間の怪我を負った。SHELLYは同年3月11日に受けた精密検査で右膝内側側副靱帯損傷および右大腿骨外側内顆部骨折と診断され、右足に負担がかからないように注意しながら以後の仕事を継続し、日本テレビは「関係者のみなさまに多大なるご迷惑、ご心配をおかけしたことをおわびいたします」とコメントした[38]。なお、怪我のシーンは放送されなかったが、同年3月31日に番組そのものは通常通りに放送された。
- 2017年7月2日に行われた番組の収録リハーサル中、女性スタッフが頭を打って重傷を負う事故が発生した。女性スタッフは斜面を滑るスライダーのセットから、池に浮いているウレタンへ飛び移った際に後頭部を強打した。これに伴い、第15回分として、同年7月22日19:00 - 21:54に予定していた放送は中止となり、当該時間帯は、代替番組等を放送せず、レギュラー番組に変更された[39]。